# Margot Moe
Margot Gudrun Moe, född 15 mars 1899 i Kristiania, död 12 mars 1988 i Oslo, var en norsk konståkare. Hon kom femma vid olympiska spelen 1920 i Antwerpen i singel damer. Hennes största merit är ett brons i VM 1922.